# El Plan, Honduras
El Plan är en ort i Honduras.   Den ligger i departementet Departamento de Cortés, i den västra delen av landet, 160 km nordväst om huvudstaden Tegucigalpa. El Plan ligger 66 meter över havet och antalet invånare är 2 176.
Terrängen runt El Plan är kuperad åt nordväst, men åt sydost är den platt. Runt El Plan är det tätbefolkat, med 286 invånare per kvadratkilometer. Närmaste större samhälle är Villanueva, 5,1 km nordväst om El Plan. Omgivningarna runt El Plan är en mosaik av jordbruksmark och naturlig växtlighet.